# 동도사략

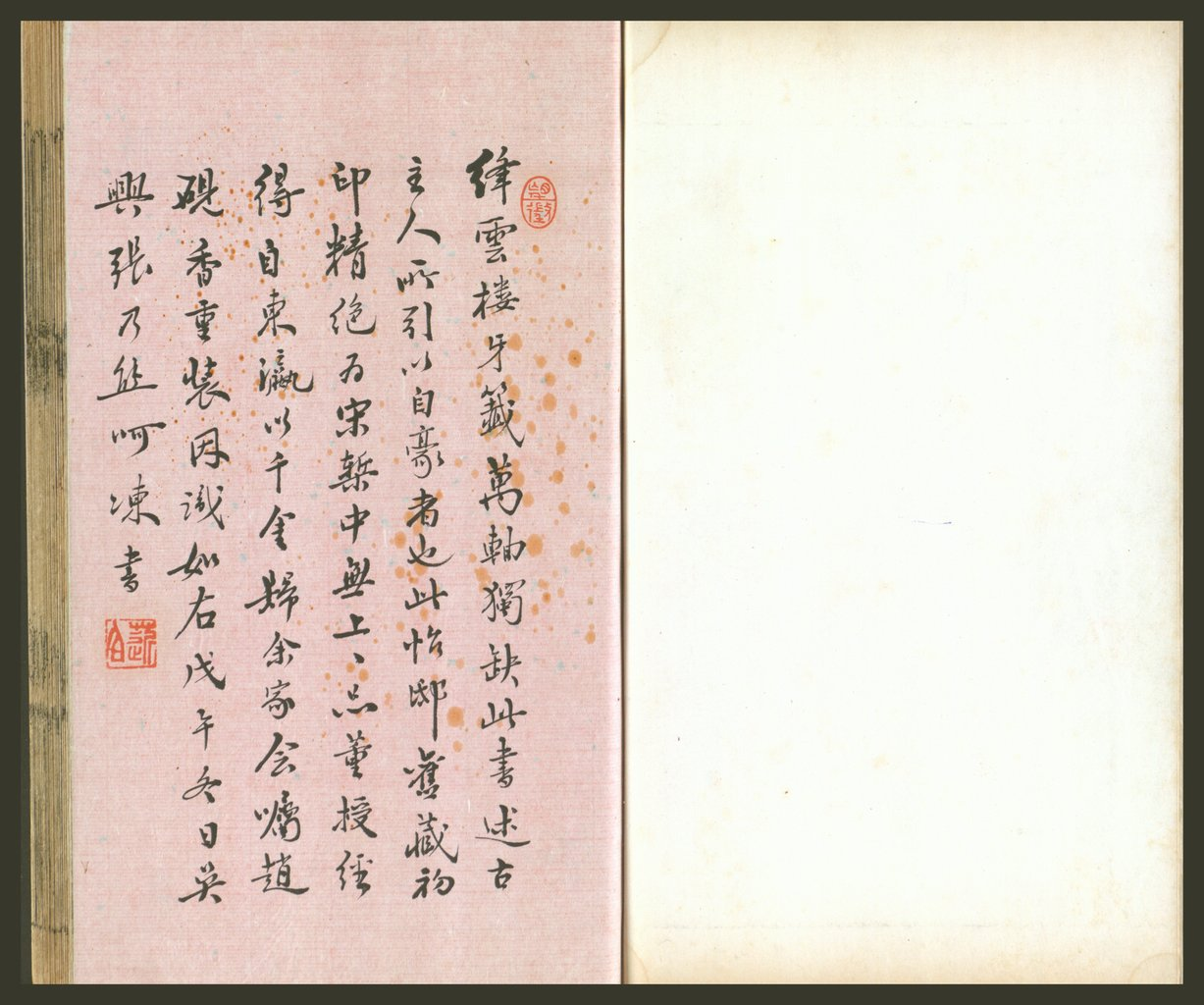

《동도사략》(東都事略)은 중국 북송(北宋)의 역사를 기록한 기전체(紀傳體) 사서로, 남송(南宋) 효종(孝宗) 때에 왕칭(王稱)에 의해 저술되었다. 북송의 수도 변량(汴梁)을 변경(汴京), 동경(東京)이라고도 불렀으므로 제목을 《동도사략》으로 지었다. 전 130권으로 송 태조(宋太祖)에서 송 흠종(宋欽宗)까지를 다루고 있다.

## 개요
내용 구성은 북송 역대 황제들의 중요한 사건을 기록한 제기(帝紀) 12권, 북송의 후비 및 종실들에 대해 서술한 세가(世家) 5권, 북송 시대 인사 697명의 사적을 기록한 열전(列傳) 105권, 요(遼)、금(金)、하(夏, 서하)、서번(西蕃)、교지(交阯)의 정황을 기록한 부록(附錄) 8권으로 이루어져 있다.
왕칭이 본서를 저술하면서 자료로 삼은 것은 당시의 국사(國史)와 실록(實錄) 그리고 야사들이었고, 창피득(昌彼得)은 「송 광종(宋光宗) 때에 미산 정 사인택(眉山程舍人宅) 간본(刊本)은 130권 전체이다. 살피건대 왕칭은 그 집안의 학문을 이어받아서 그 아버지의 남긴 뜻을 잇고 북송 아홉 조정의 문헌과 사적을 두루 구해서 이 책을 찬성하였다. 그 일을 서술함에 핵심을 추렸으며 의론(議論) 또한 사뭇 공평함을 유지하였다. 대개 이 책이 찬술되던 시기는 [[정강의 변|변경의 함락]으로부터 멀지 않은 시기라 사료가 온전하게 남아 있었고 고로(故老)들도 아직 살아 있었으니, 기재된 바에 徵信할 것이 많았으며, 이수(李燾)가 찬한 《속통감장편》(續通鑑長編)은 이 책에서 채집한 바가 많았으므로 북송의 역사적 사실을 다루는 데 중요한 전적이다」라고 칭하였다.
전체 문장의 서사가 간단하고 명료하여 요점만을 추렸으며, 원대(元代) 시내용(些內容)이 지은 《송사》(宋史)에도 없는 내용들이 수록되어 있어서 《송사》의 부족함을 보충하는 자료로 쓰이고 있다.

## 같이 보기
- 속자치통감장편